# Toshihiro Arai
Toshihiro "Toshi" Arai (Isesaki, Gunma, 25 de desembre de 1966) va ser un pilot japonès de ral·lis.
Va debutar l'any 1997 al Campionat Mundial de Ral·lis de producció (Grup N) amb Subaru i hi va participar fins al 2000, i també els anys 2002 i 2003. També va participar en el Campionat Mundial de Ral·lis com a tercer pilot del Subaru World Rally Team les temporades 2000 i 2001.
L'any 2004 fundà el seu propi equip, el Subaru Team Arai, amb el que guanyà el Campionat Mundial de Ral·lis de producció l'any 2005 amb un Subaru Impreza WRX STI. Títol que revalidaria l'any 2007.